# The Pirate Bay
The Pirate Bay (traducido literalmente al español como La Bahía Pirata; comúnmente abreviado por las siglas TPB) es un motor de búsqueda y rastreo de ficheros BitTorrent (.torrent) en el que es posible realizar búsquedas de todo tipo de material multimedia.

## Historia
Fue fundado por la organización contra el copyright Piratbyrån a principios de 2003 en Suecia y organizada desde octubre de ese mismo año por otras personas. .
El 1 de junio de 2005, The Pirate Bay fue actualizada en un intento de reducir su consumo de ancho de banda, al llegar a las 2000 peticiones HTTP por segundo en cada uno de los cuatro servidores que la hospedan, actualizando también a una interfaz mucho más amigable.[cita requerida]
El servidor, que utilizaba el software de tracking Opentracker, estaba situado en Estocolmo, Suecia, pasando a ser alojado en Perú tras la extradición de Gottfrid Svartholm (cofundador de The pirate Bay) que mantenía su asilo político en Suecia; siendo suspendido en tiempo récord por el Estado peruano por ser una página web que en diferentes países del mundo ha cometido infracciones a los derechos de autor.
El 9 de diciembre de 2014, The Pirate Bay fue allanada por la Policía Nacional de Suecia, que se incautó de servidores, computadoras y otros equipos.
Los fundadores Svartholm, Neij y Sunde fueron liberados en 2015 después de haber cumplido unas cortas sentencias.

## Problemas legales

### Redada policial de 2006
Cerca de las 11 de la mañana del 31 de mayo de 2006, aproximadamente 50 miembros de la Policía Nacional Criminal Sueca hicieron una redada en un centro de datos de Rix|Port80, entre otros, que hospedaban los servidores de The Pirate Bay. Allí, confiscaron todos sus servidores alegando que almacenaban contenidos ilegales. Tres personas de 22, 24 y 28 años fueron arrestadas en la redada; al parecer, los tres de la página The Pirate Bay fueron liberados esa misma tarde.
Algunos servidores no relacionados con The Pirate Bay —pero sí con Piratbyrån y otro sitio compañero de compartición de ficheros denominado Swebits— también fueron confiscados por la policía. Ha habido quejas de otros clientes cuyos servidores también han sido confiscados, presuntamente sin razón alguna.
En protesta por la confiscación, 600 personas se manifestaron en respuesta a la llamada de las organizaciones pro-P2P suecas en las calles de Estocolmo y Goteborg. Estas manifestaciones fueron en su momento las más grandes marchas en defensa del P2P.
No está claro el porqué de esta redada. Sin embargo la televisión sueca ha comentado que podría haberse debido a presiones del gobierno estadounidense. En todo caso, uno de los efectos de esta operación fue aumentar la afiliación del Partido Pirata, que se posicionó firmemente contra la misma.
Tras el cierre, The Pirate Bay mostró un mensaje avisando sobre los problemas legales que están sufriendo y ofreciendo información a la comunidad. En él se confirmaba que la policía, en posesión de órdenes judiciales, confiscó los servidores alegando un delito contra la Ley de Propiedad Intelectual. La página web también se quejaba de la confiscación del sitio web no comercial y ya sin afiliación alguna con The Pirate Bay de Piratbyrån. El 2 de junio, después de haber hecho una copia de todos sus discos duros para su posterior investigación, la web volvió a ser accesible.
En 2009, el Museo de Ciencia y Tecnología de Suecia adquirió uno de los servidores confiscados para su exhibición, como una pieza simbólica denominada Un gran problema, una gran oportunidad.

### Juicio
El 2 de marzo la fiscalía sueca pidió un año de cárcel para los cuatro dueños de la web. Los involucrados, acusados de piratería y violación de los derechos de autor, habrían obtenido ganancias equivalentes a 8 millones de dólares.[cita requerida]

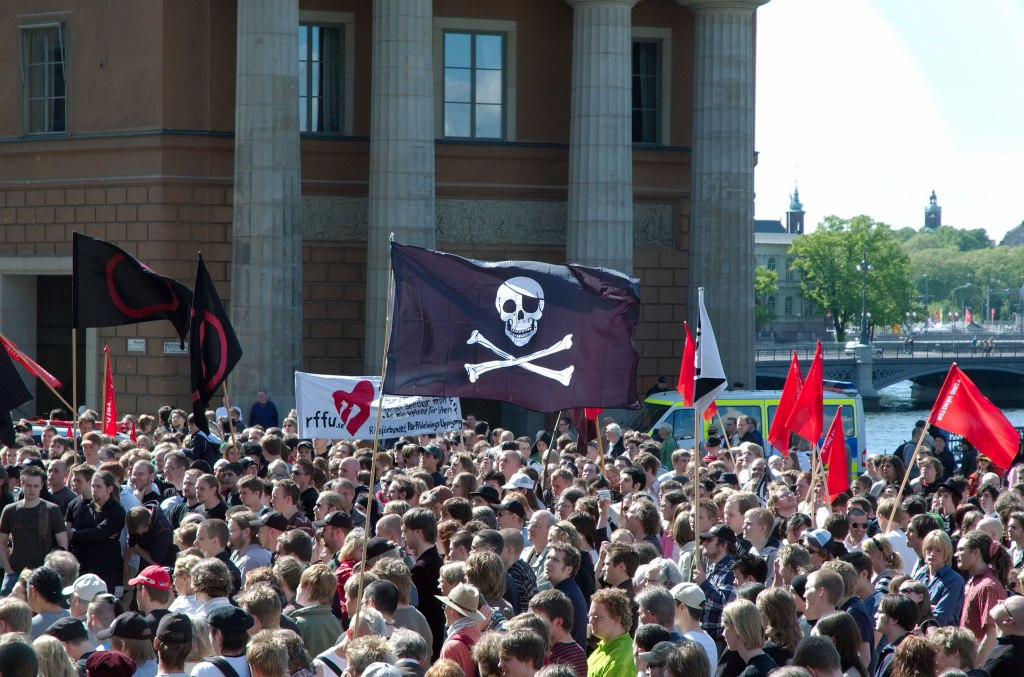
Manifestación en Estocolmo contra la confiscación de los servidores, el 3 de junio de 2006.

El 17 de abril de 2009, se celebró un juicio contra los cuatro responsables de The Pirate Bay, en el cual se les declaró culpables y se les impuso un año de cárcel y una multa de $905.000 a cada uno ($3.620.000 en total).
El caso de Gottfrid Svartholm tiene relación directa con The Pirate Bay. Svartholm junto a sus tres compañeros fundadores de la famosa página fueron condenados a un año de prisión en el 2009 y al pago de 3,6 millones de dólares a varias compañías de la industria del entretenimiento por violación de los derechos de autor.
Sin embargo, el 23 de abril de 2009 se manifestó que el juicio podría haber sido declarado nulo al considerarse injusto, parcial y no independiente para The Pirate Bay, dado que el juez pertenece a varias asociaciones y organizaciones pro derechos de autor como la Asociación Sueca de Derechos de Autor (SFU).
En septiembre de 2012 Gottfrid Svartholm, entonces de 27 años, uno de los fundadores de The Pirate Bay, según informa la policía sueca, sería deportado a Suecia donde se enfrentaría a penas de cárcel.
Se daría luz verde a la acción tan pronto como el ministro de Relaciones Exteriores del país aprobara la medida. La detención tuvo lugar tras la petición de las autoridades de Suecia a las autoridades en Camboya.
Gottfrid Svartholm fue detenido el jueves 30 de agosto de 2012 en la casa que alquilaba en Phnom Penh.
Según Kirth Chanharith, portavoz de la policía, «se le deportará sobre la base de nuestra ley de inmigración. Lo único que sabemos ahora mismo es que será deportado a Suecia».
Gottfrid Svartholm alegaría problemas de salud apelando el veredicto, aunque dejaría Suecia antes de su resolución. Finalmente, el gobierno sueco emitió una orden de arresto internacional sobre Svartholm en enero. En el 2012 y tras más de seis meses, el futuro de uno de los fundadores de The Pirate Bay parecía destinado a cumplir el año de prisión y los 1,1 millones de dólares de multa que recayeron sobre él.
Fueron sentenciados a prisión y el último liberado fue Neij de la prisión en Skänninge, Suecia, el primero de junio de 2015, después de completar dos terceras partes de su sentencia de 10 meses en prisión.

### Otros
El día 17 de mayo de 2010, un juez alemán ordenó al proveedor de acceso cortar el servicio al portal de intercambio de archivos, siendo a partir de entonces inaccesible, debido a que las empresas Disney Enterprises, Paramount Pictures, Sony Pictures, Twentieth Century Fox, Universal Studios y Warner Bros empezaron a amenazar a CB3ROB LTD, y su subsidiaria que provee servicios de ISP, CyberBunker, para que dejara de hospedar a The Pirate Bay o tomarían acciones legales. La corte regional de Hamburgo ha dado un primer fallo en favor de las distribuidoras de cine diciendo que CB3ROB tiene prohibido conectar a TPB y sus servidores, a Internet. Sven Olaf Kamphuis, CEO de CB3ROB, decidió cerrar el flujo a The Pirate Bay en lo que sus abogados veían el tema con calma. al día siguiente el sitio cambió de ISP y volvió a estar disponible, situación que se mantiene hasta hoy.[cita requerida]
El 18 de diciembre de 2013, el Instituto Nacional de Defensa de la Competencia y de la Protección de la Propiedad Intelectual (Indecopi) ordena a la Red Científica Peruana suspender el dominio thepiratebay.pe bajo apercibimiento de imponérsele una multa de hasta 180 UIT (666 mil soles) si es que no lo hace.
El día 24 de agosto de 2009, las autoridades suecas obligaron al ISP Black Internet a desconectar The Pirate Bay, sin embargo el sitio cambió de servidor y siguió en línea.

## Bloqueos

### Irlanda
En enero de 2009, Eir, el mayor ISP de Irlanda, fue llevado a juicio por los cuatro grandes sellos discográficos, EMI, Sony, Universal Music Group y Warner Music Group para que monitorizase y detectase actividad ilegal al compartir ficheros. Tras ocho días de juicio, las partes llegaron a un acuerdo para introducir una política de «3 avisos» para desconectar a los clientes involucrados en infracciones de copyright. La Irish Recorded Music Association continuó negociando con otros ISPs para llegar a un acuerdo similar. El 21 de febrero de 2009, Eircom declaró que el acceso a The Pirate Bay sería bloqueado por completo pronto, pero rectificó dichas declaraciones el 24 de febrero de 2009 diciendo que no bloquearían el acceso a The Pirate Bay sin una orden judicial. Tras una demanda judicial en la que Eir no se defendió, un juzgado ordenó el bloqueo a The Pirate Bay, que entró en vigor el 1 de septiembre de 2009. Otros ISP irlandeses, como UPC y BT, no cedieron a las demandas de las discográficas.

### Alemania
El 13 de mayo de 2010 según un comunicado de la Motion Picture Association (MPA), la corte del distrito de Hamburgo ordenó el bloqueo de la página The Pirate Bay, cortando el acceso a Internet a las empresas CB3Rob Ltd & Co KG (CyberBunker), y a su operador Sven Olaf Kamphuis.
En caso de no cumplir la orden, serían sancionados con una multa de hasta 250.000€ por cada violación e incluso 2 años de cárcel para los operadores de Cyberbunker. La demanda fue presentada por las empresas afiliadas a la MPA.[cita requerida]

### Dinamarca
El 26 de noviembre de 2008 el alto tribunal de Dinamarca confirmó la condena apelada el 29 de enero de 2008 por el ISP Telenor (Sonofon A/S), por el cual se bloqueó el acceso al servidor The Pirate Bay.[cita requerida]
A causa de la evidencia de la Corte Superior del Distrito Oriental otros ISP Daneses como Fullrate han decidido también bloquear de manera cautelar el acceso.[cita requerida]

### Suecia
El 9 de diciembre de 2014 los servidores volvieron a ser retirados en una redada protagonizada por la unidad de delitos contra la propiedad intelectual de la policía sueca. Dicha acción se perpetró contra la organización, dejando caída a nivel mundial la página «thepiratebay.la».
El 1 de febrero de 2015 el sitio vuelve a estar funcional y en línea. Se informa de que la pérdida de información fue mínima, debido a que los torrents más recientes pertenecen a la fecha 9 de diciembre de 2014, misma fecha en la que el sitio fue dado de baja.

### España
El viernes 27 de marzo de 2015, el Juzgado Central de lo Contencioso-Administrativo n.º 5 de Madrid (España) ordenó a los proveedores de servicios de acceso a la red la suspensión y bloqueó de The Pirate Bay en España en un plazo de 72 horas. Anteriormente, tras una redada policial en el mes de diciembre de 2014, quedó inaccesible. La red volvió a prestar sus servicios a principios de 2015.
En junio de 2014 se inició un procedimiento contra este sitio mediante el establecimiento de un plazo de 2 días para la retirada de los contenidos sujetos a derechos de autor o a la inhabilitación de los mismos. The Pirate Bay incumplió el plazo, teniendo como consecuencia la suspensión del acceso al sitio web mediante los proveedores de Internet españoles.
The Pirate Bay fue oficialmente el primer sitio web cerrado en España por consecuencia de la Ley Sinde.

### Argentina
El viernes 26 de junio de 2014,  el Juzgado Nacional de Primera Instancia en lo Civil Nro. 64  intima a los proveedores de Internet ISPa bloquear el acceso a las direcciones IP en las que funciona The Pirate Bay, y no dar resolución vía DNS a los dominios asociados al sitio, como thepiratebay.org o thepiratebay.se. 

## En los medios
El documental Steal This Film (2006) menciona a The Pirate Bay. El documental trata sobre sociedad y compartición de archivos, y fue producido por The League of Noble Peers.
También lo nombran en el documental danés Good Copy Bad Copy, que trata los problemas que rodean a los archivos con copyright.
Por último, en 2013 se estrenó el documental TPB AFK (The Pirate Bay Away From Keyboard), que está dedicado íntegramente a la historia de The Pirate Bay y trata especialmente el tema judicial.
The Pirate Bay ha sido un tema de debate en el programa semanal de radio On the Media emitido a través de NPR en Estados Unidos.
Björn Ulvaeus, antiguo miembro del grupo sueco de música pop ABBA, calificó a los simpatizantes de The Pirate Bay como «vagos y mezquinos». En cambio, escritores como el brasileño Paulo Coelho apoyan públicamente el intercambio de archivos. Coelho apoya The Pirate Bay y se ofreció como testigo para el juicio de 2009. Justifica el incremento de sus ventas a su obra compartida en Internet y ha afirmado que «quien no comparte no es solo egoísta, sino amargado y solitario».

## Venta Fallida a GGF
El 30 de junio de 2019 fue anunciada la compra del sitio The Pirate Bay por 55,54 millones de euros por la compañía Global Gaming Factory (GGF). Aunque luego se supo que esto fue otro intento fallido de compra.

## Iniciativas

### Enlaces magnéticos
Para ahorrar espacio y evitar problemas legales, el 29 de febrero de 2012, The Pirate Bay eliminó su tracker para archivos torrent, adoptando los enlaces magnéticos como nueva forma de enlace a ficheros de contenido digital. En su comunicado, destacan que los tracker ya no son necesarios gracias a mejoras como DHT y PEX. Destacan que este cambio contribuye a una «[mayor rapidez y estabilidad] para los usuarios porque no hay un punto central en el que confiar».

### Servidores en forma de nube
Desde el 17 de octubre de 2012, The Pirate Bay se ha convertido en una plataforma descentralizada, siendo alojada entre muchos servidores en diferentes ubicaciones.[cita requerida]